# Arbonne-la-Forêt
Arbonne-la-Forêt är en kommun i departementet Seine-et-Marne i regionen Île-de-France i norra Frankrike. Kommunen ligger i kantonen Perthes som tillhör arrondissementet Melun. År 2022 hade Arbonne-la-Forêt 1 007 invånare.

## Befolkningsutveckling
Antalet invånare i kommunen Arbonne-la-Forêt
| Referens: INSEE |